# (100131) 1993 RU5
(100131) 1993 RU5 es un asteroide perteneciente al cinturón de asteroides, descubierto el 15 de septiembre de 1993 por Eric Walter Elst desde el Observatorio de La Silla, Chile.